# William Tecumseh Sherman
William Tecumseh Sherman (n. 8 februarie 1820 – d. 14 februarie 1891) a fost un ofițer, om de afaceri, profesor și scriitor american. A servit ca general în armata unionistă în timpul războiului civil american (1861–1865), pentru care a fost apreciat ca un comandant și strateg militar remarcabil, dar a fost și criticat pentru duritatea sa și pentru aplicarea politicii pământului pârjolit în cadrul războiului total împotriva Statelor Confederate ale Americii. Istoricul militar Basil Liddell Hart a spus despre Sherman că a fost „primul general modern”.

## Biografie
Sherman a servit sub comanda generalului Ulysses S. Grant în 1862 și 1863 în timpul campaniilor care au dus la căderea fortăreței confederate de la Vicksburg, pe râul Mississippi și au culminat cu înfrângerea armatelor confederate în statul Tennessee. În 1864, Sherman i-a urmat Grant la comanda armatei unioniste de pe teatrul vestic de război. Sub conducerea sa, armata nordului a ocupat orașul Atlanta, o victorie care a contribuit masiv la realegerea lui Abraham Lincoln în funcția de Președinte al Statelor Unite. Marșul care a urmat și campania din Caroline a subminat puternic capacitatea Confederației de a mai continua luptele. El a acceptat capitularea tuturor forțelor armate confederate din Caroline, Georgia, și Florida în aprilie 1865.
Când Grant a devenit președinte, Sherman i-a urmat la comanda Forțelor Armate ale Statelor Unite (1869–1883). În această calitate, a fost responsabil cu Războaiele Indiene din vestul Statelor Unite. A refuzat constant intrarea în politică, și în 1875 și-a publicat Memoriile, care constituie una din cele mai celebre relatări ale războiului civil.